# 達摩克利斯角
69°39′S 69°21′W / 69.650°S 69.350°W
達摩克利斯角（英語：Damocles Point）是南極洲的海岬，位於亞歷山大一世島東岸，處於蒂勒爾山東南面6公里，在1937年由英國探險隊拍攝空中照片，現時由南極條約體系管理。